# Brezolles
Brezolles település Franciaországban, Eure-et-Loir megyében. Lakosainak száma 1796 fő (2022. január 1.). Brezolles Fessanvilliers-Mattanvilliers, Saint-Lubin-de-Cravant, Crucey-Villages és Les Châtelets községekkel határos.

## Népesség
A település népességének változása:
| Lakosok száma | 1138 | 1429 | 1695 | 1655 | 1903 | 1847 | 1816 | 1823 | 1814 | 1796 |
|               | 1968 | 1982 | 1990 | 2006 | 2013 | 2015 | 2017 | 2019 | 2020 | 2022 |